# UCI Asia Tour 2025
Navigation
Édition précédente Édition suivante
L'UCI Asia Tour 2025 est la 21e édition de l'UCI Asia Tour, l'un des cinq circuits continentaux de cyclisme de l'Union cycliste internationale. Il se déroule du 6 décembre 2024 au 13 octobre 2025 en Asie.

## Équipes
Les équipes qui peuvent participer aux différentes courses dépendent de la catégorie de l'épreuve. Par exemple, les UCI WorldTeams ne peuvent participer qu'aux courses .1 et leur nombre par épreuves est limité.
| Catégorie | Catégorie               | Équipes                                                                                 |
| --------- | ----------------------- | --------------------------------------------------------------------------------------- |
| .1        | 1.1 (Course d'un jour)  | * UCI WorldTeam (max 50 %) * UCI ProTeam * Équipe continentale * Sélection nationale    |
| .1        | 2.1 (Course par étapes) | * UCI WorldTeam (max 50 %) * UCI ProTeam * Équipe continentale * Sélection nationale    |
| .2        | 1.2 (Course d'un jour)  | * UCI ProTeam * Équipe continentale * Sélection nationale * Équipe régionale et de club |
| .2        | 2.2 (Course par étapes) | * UCI ProTeam * Équipe continentale * Sélection nationale * Équipe régionale et de club |

## Calendrier des épreuves

### Décembre 2024
| Date | Course       | Pays      | Classe | Vainqueur  | Équipe             |
| ---- | ------------ | --------- | ------ | ---------- | ------------------ |
| 6-8  | Tour de Siak | Indonésie | 2.2    | Jack Drage | Garuda Development |

### Janvier
| Date  | Course          | Pays                | Classe | Vainqueur   | Équipe                 |
| ----- | --------------- | ------------------- | ------ | ----------- | ---------------------- |
| 24-28 | Tour of Sharjah | Émirats arabes unis | 2.2    | Josh Kench  | Li Ning Star           |
| 28-2  | AlUla Tour      | Arabie saoudite     | 2.1    | Tom Pidcock | Q36.5 Pro Cycling Team |

### Février
| Date | Course         | Pays | Classe | Vainqueur     | Équipe                 |
| ---- | -------------- | ---- | ------ | ------------- | ---------------------- |
| 7    | Muscat Classic | Oman | 1.1    | Rick Pluimers | Tudor Pro Cycling Team |

### Mars
| Date  | Course            | Pays           | Classe | Vainqueur       | Équipe                      |
| ----- | ----------------- | -------------- | ------ | --------------- | --------------------------- |
| 16-20 | Tour de Taïwan    | Taipei chinois | 2.1    | Brady Gilmore   | Israel Premier Tech Academy |
| 24-29 | Tour de Thaïlande | Thaïlande      | 2.1    | Alexander Salby | Li Ning Star                |

### Avril
| Date  | Course            | Pays        | Classe | Vainqueur  | Équipe       |
| ----- | ----------------- | ----------- | ------ | ---------- | ------------ |
| 28-30 | Tour du Bostonliq | Ouzbékistan | 2.2    | Josh Kench | Li Ning Star |

### Mai
| Date  | Course                    | Pays  | Classe | Vainqueur           | Équipe                     |
| ----- | ------------------------- | ----- | ------ | ------------------- | -------------------------- |
| 8-11  | Tour de Kumano            | Japon | 2.2    | Mark Stewart        | Solution Tech-Vini Fantini |
| 18-22 | Tour du Japon             | Japon | 2.2    | Alessandro Fancellu | JCL Ukyo                   |
| 27-31 | Tour d'Iran - Azerbaïdjan | Iran  | 2.1    | Saeid Safarzadeh    | Iran                       |

### Juin
| Date  | Course                                 | Pays         | Classe | Vainqueur     | Équipe                             |
| ----- | -------------------------------------- | ------------ | ------ | ------------- | ---------------------------------- |
| 4-8   | Tour de Gyeongnam                      | Corée du Sud | 2.2    | Dylan Hopkins | Roojai Insurance                   |
| 14-15 | Yellow River Estuary Road Cycling Race | Chine        | 2.2    | Cristian Pita | Huansheng-Vonoa-Taishan Sport Team |

### Juillet
| Date  | Course                   | Pays      | Classe | Vainqueur         | Équipe                     |
| ----- | ------------------------ | --------- | ------ | ----------------- | -------------------------- |
| 13    | The Road Race Tokyo Tama | Japon     | 1.2    | Lorenzo Quartucci | Solution Tech-Vini Fantini |
| 28-31 | Tour de Banyuwangi Ijen  | Indonésie | 2.2    | Benjamín Prades   | VC Fukuoka                 |

### Août
| Date  | Course                      | Pays  | Classe | Vainqueur      | Équipe       |
| ----- | --------------------------- | ----- | ------ | -------------- | ------------ |
| 21-25 | Trans-Himalaya Cycling Race | Chine | 2.1    | Raman Tsishkou | Li Ning Star |

### Septembre
| Date  | Course           | Pays  | Classe | Vainqueur | Équipe |
| ----- | ---------------- | ----- | ------ | --------- | ------ |
| 13-15 | Tour de Shanghai | Chine | 2.2    |           |        |

### Octobre
| Date  | Course             | Pays  | Classe | Vainqueur | Équipe |
| ----- | ------------------ | ----- | ------ | --------- | ------ |
| 5     | Oita Urban Classic | Japon | 1.2    |           |        |
| 11-13 | Tour de Kyushu     | Japon | 2.1    |           |        |